# Bhaskara II.
Bhaskara, auch Bhaskara II., Bhaskaracharya oder (älter) Bhaskara Atscharja („Bhaskara der Lehrer“) (* 1114 bei Bijjada Bida; † 1185) war ein indischer Mathematiker und Astronom. Er gilt als einer der bedeutendsten mittelalterlichen Mathematiker Indiens.
Er wurde bei Bijjada Bida nahe Beed im heutigen indischen Bundesstaat Maharashtra geboren, war Direktor des astronomischen Observatoriums in Ujjain und führte die mathematische Tradition der Varahamihira und Brahmagupta fort. Er kam aus einer Familie von Hofgelehrten, ansonsten ist wenig über ihn bekannt.
Seine wissenschaftlichen Hauptwerke sind Lilavati, das sich hauptsächlich mit Arithmetik beschäftigt und auf den Werken von Brahmagupta, Sridhara und Aryabatha II beruht, Bijaganita, eine Abhandlung über Algebra (Wurzelziehen, Lösung von quadratischen und höheren Gleichungen), sowie das sehr einflussreiche astronomische Werk Siddhantasiromani (1150), welches wiederum zwei Teile umfasst: Goladhyaya (Sphäre) und Grahaganita (Mathematik und Astronomie). Das astronomische Werk zeigte seine Kenntnisse der Trigonometrie, zum Beispiel kannte er die Identitäten {\displaystyle \sin(a\pm b)=\sin(a)\cos(b)\pm \cos(a)\sin(b)}. Außerdem finden sich darin Anfangsgründe der Infinitesimalrechnung. Das geschah in Zusammenhang mit der Betrachtung von Planetenbewegungen von der Erde aus. Nahe dem Maximum einer Funktion verschwindet nach Bhaskara das Differential (zeitliche Änderung). Ist weiterhin ein Planet am weitesten oder am nächsten zur Erde, verschwindet die Mittelpunktsgleichung. Bhaskara schloss daraus, das für eine Position dazwischen das Differential der Mittelpunktsgleichung verschwindet, was als Vorläufer des Satzes von Rolle bzw. des Mittelwertsatzes der Differentialrechnung aufgefasst werden kann.
Nach dem Hofgelehrten Fyzi, der 1587 im Auftrag des Mogulherrschers Akbar das Lilavati ins Persische übersetzte, war Lilavati der Name von Bhaskaras Tochter. Bhaskara konstruierte nach der von Fyzi überlieferten Legende eine Wasseruhr, die das durch ein Horoskop vorhergesagte günstige Heiratsdatum von Lilavati vorhersagte, aber versehentlich durch eine Perle aus Lilavatis Halskette versperrt wurde. Da sie nunmehr ihr Heiratsdatum verpasst hatte, konnte sie der Legende nach nicht mehr heiraten und als Trost schrieb Bhaskara das Lehrbuch der Mathematik mit ihrem Namen.
Auf der Grundlage einer schon im 5. Jahrhundert in Sanskritschriften dargestellten Idee, beschrieb Bhaskara ein Rad, welches, so dachte er, sich ewig drehen würde – ein frühes Perpetuum mobile. Ihm war, wie auch so vielen nach ihm, die physikalische Unmöglichkeit einer solchen Maschine nicht klar.
Er hatte einen solch hohen Ruf, dass seine Manuskripte bis ins 19. Jahrhundert kopiert wurden. Eine Inschrift in einem mittelalterlichen indischen Tempel lautete: Triumphierend ist der berühmte Bhaskaracharya, dessen Leistungen von den Weisen und Gelehrten verehrt werden. Ein Dichter versehen mit Ruhm und religiösen Verdiensten, er ist gleich dem Kamm des Pfaus.